# Rusted Root
Rusted Root es una banda estadounidense de worldbeat rock formada en Pittsburgh, Pennsylvania en 1990. El grupo alcanzó la fama en 1994 con el álbum When I Woke, que incluía el sencillo "Send me on my way". La canción fue usada en numerosas bandas sonoras de películas y series de televisión así como en anuncios publicitarios.

## Historia
Rusted Root se formó en 1990 por Michael Glabicki (voz y guitarra), Patrick Norman (bajo) y Liz Berlin (batería). En sus inicios fueron la banda residente del club Jack's Back Room de Pittsburgh. En 1992 publican su primer álbum Cruel Sun, que logra vender más de cien mil copias. El éxito de este álbum, y sobre todo del sencillo "Send me on my way", les abre las puertas a firmar un contrato discográfico con Mercury Records, con los que en 1994 publican el álbum When I Woke, en el que vuelven a incluir una nueva versión de "Send me on my way" y con el que alcanzarían su mayor éxito, logrando ventas superiores a las seiscientas mil copias y siendo certificado disco de platino en Estados Unidos.
El estilo de la banda se caracteriza por fusionar rock con otros géneros musicales, usando una potente percusión basada en influencias africanas, latinoamericanas, indias y nativoamericanas. Michael Glabicki ha reconocido la influencia del álbum So de Peter Gabriel a la hora de incorporar sonidos del mundo a su música. El contenido lírico de la banda varía, pero a menudo habla sobre el cristianismo y el judaísmo. En 2012, la publicación del álbum The Movement, fue financiada por sus seguidores.

## Discografía

### Álbumes
- 1992 Cruel Sun
- 1994 When I Woke
- 1996 Remember
- 1998 Rusted Root
- 2002 Welcome to My Party
- 2004 Rusted Root Live
- 2009 Stereo Rodeo
- 2012 The Movement

### EPs
- 1990 Rusted Root
- 1991 Christ Monkey
- 1995 Live
- 1996 Evil Ways
- 1998 Airplane